# Estado de Osun
El estado de Osun es uno de los treinta y seis estados pertenecientes a la República Federal de Nigeria.

## Localidades con población en marzo de 2016
- Aiyedaade 206,000
- Aiyedire 105,100
- Atakunmosa East 104,800
- Atakunmosa West 94,100
- Boluwaduro 97,700
- Boripe 191,100
- Ede North 115,400
- Ede South 104,000
- Egbedore 101,900
- Ejigbo 182,500
- Ife Central 230,300
- Ifedayo 51,700
- Ife East 259,700
- Ifelodun 132,800
- Ife North 211,100
- Ife South 185,200
- Ila 85,500
- Ilesha East 145,200
- Ilesha West 147,100
- Irepodun 164,700
- Irewole 196,700
- Isokan 140,500
- Iwo 263,500
- Obokun160,900
- Odo-Otin 181,900
- Ola-Oluwa 105,000
- Olorunda 181,300
- Oriade 204,300
- Orolu 141,600
- Osogbo 214,200

## Territorio y población
Este estado es poseedor de una extensión de territorio que abarca una superficie compuesta por unos 9.251 kilómetros cuadrados. La población se eleva a la cifra de 4.246.333 personas (datos del censo del año 2007). La densidad poblacional es de cuatroscientos cincuenta y nueve habitantes por cada kilómetro cuadrado de esta división administrativa.